# Flugplatz Kópasker

i8
i11
i13
Der Flugplatz Kópasker (IATA-Code: OPA, ICAO-Code: BIKP)  ist ein Flugplatz im Nordosten von Island.
Kópasker ist ein kleiner Ort am Öxarfjörður mit 128 Einwohnern.
Im Zweiten Weltkrieg legten die Briten in der Nähe Landebahnen an.
Im Jahr 1956 wurde eine kurze Start- und Landebahn für Krankentransportflüge angelegt.
Anfang der 1980er Jahre wurde die jetzige Landebahn in Nord-Süd-Richtung angelegt und im Sommer 1984 auf 940 m verlängert.
Die zweite Landebahn quer dazu wurde 1989 gebaut.
Beide Landebahnen sind geschottert.
Der Flugfélag Íslands, ein Vorgänger der Icelandair flog seit 1947 nach Kópasker.
Später flog die Gesellschaft von Akureyri aus.
Diese Strecke flogen später auch Norðurflug und das Flugfélag Norðurlands.
Seit 1998 gibt es keine Linienflüge mehr.